# Депортация украинских детей в Россию
Депортация украинских детей в Россию — насильственное перемещение украинских детей на подконтрольные России территории во время российско-украинской войны. По состоянию на 2024 год точное количество депортированных детей остаётся неизвестным, но, по оценкам украинской стороны, оно составляет не менее 19 484 человек.
Российские власти начали вывозить детей с украинских территорий ещё в 2014 году после аннексии Крыма и начала войны в Донбассе. В 2022 году депортация детей с территории ДНР началась за две недели до полномасштабного вторжения в Украину. После оккупации новых территорий российские войска продолжили вывоз детей, включая сирот, воспитанников домов-интернатов и пациентов больниц. Оккупационные администрации также активно предлагали родителям отправлять детей в российские летние лагеря под предлогом обеспечения безопасности. Однако многих детей впоследствии не вернули, вынуждая родителей забирать их самостоятельно, что было крайне затруднительно из-за военных действий. Некоторые дети были разлучены с родителями во время фильтрации. На территории России детей размещали в детские лагеря и санатории, где под видом интеграционных программ проводилась их систематическая русификация. Дети активно передавались в приёмные семьи и усыновлялись, для чего им ускоренно предоставляли российское гражданство. В депортации украинских детей также участвовали белорусские власти, разместив не менее 2400 детей в своих государственных учреждениях.
Россия трактует перемещение украинских детей в Россию как «гуманитарную эвакуацию», не противоречащую нормам Женевской конвенции. Однако Украина и международные организации рассматривают это как военное преступление. В апреле 2023 года Парламентская ассамблея Совета Европы признала депортацию украинских детей в Россию актом геноцида. В марте 2023 года Международный уголовный суд выдал ордера на арест Владимира Путина и детского омбудсмена Марии Львовой-Беловой, обвиняя их в нарушении международного права и причастности к депортации украинских детей.

## Аннексия Крыма и война в Донбассе (2014)
После аннексии Крыма в 2014 году российские власти начали вывоз и усыновление украинских детей. В рамках программы «Поезд надежды» — социального проекта «Радио России», направленного на организацию встреч потенциальных приёмных родителей с детьми-сиротами, — с территории Крыма было вывезено по меньшей мере 12 детей-сирот и детей, лишённых родительской опеки. Украина выразила официальный протест против усыновления украинских детей на оккупированной территории.
С началом войны в Донбассе в 2014 году российские власти стали незаконно вывозить детей, потерявших родителей, и сирот из Луганской и Донецкой областей. По неофициальным данным, фонд «Справедливая помощь» под руководством Елизаветы Глинки («Доктор Лиза») к 2017 году вывез около 500 детей из Донбасса в Россию. Формально вывоз осуществлялся для оказания медицинской помощи и лечения тяжёлых заболеваний, но без согласования с украинскими властями. Глинка утверждала, что вывоз детей происходил с согласия родителей. В 2015 году Министерство иностранных дел Украины потребовало от Москвы согласовывать любые перемещения детей с Киевом, подчёркивая, что такие действия нарушают международное право и могут рассматриваться как похищение. В 2017 году Украина подала иск в Европейский суд по правам человека, обвиняя Глинку в незаконном вывозе более 500 детей из ЛНР и ДНР. После гибели Глинки в авиакатастрофе фонд продолжил вывоз тяжело больных детей из Донбасса без согласования с украинскими властями.

## Полномасштабное вторжение (2022)
В Мариуполе потерянные дети — это основная часть вывезенных детей. Потеряв родных, они прибивались к мариупольцам, которые брали их под опеку по 10-15 человек. Всё происходило очень просто: приезжал БТР с [российскими] военными, автобусы забирали детей и увозили их через Новоазовск прямо в Россию.
После полномасштабного вторжения в Украину в феврале 2022 года российские власти начали массово вывозить детей с оккупированных территорий. Однако депортация украинских детей из ДНР началась ещё за несколько недель до вторжения. В результате боевых действий в Россию были вывезены не только дети-сироты и дети без опекунов, но и дети, у которых есть родители или опекуны, но которые были разлучены с ними в ходе военных действий. Российские власти депортировали детей с оккупированных территорий, включая Херсонскую, Харьковскую, Запорожскую, Донецкую и Луганскую области, а также из части Николаевской области.

### Оценки числа несовершеннолетних
На 2024 год точное число детей, вывезенных из Украины в Россию, остаётся неизвестным. Одни источники учитывают только вывезенных сирот, беспризорников или насильно депортированных из оздоровительных лагерей, другие включают в статистику и тех детей, которые прибыли с родителями во время «эвакуации». Во второй половине марта 2022 года Министерство иностранных дел Украины сообщило о незаконном вывозе 2389 несовершеннолетних из Луганской и Донецкой областей. В декабре 2022 года украинский портал «Дети войны» опубликовал список, включающий 13 876 депортированных детей, чьи имена были точно установлены. Оценки других источников варьируются от 4,4 до 19,5 тысяч детей. По словам украинского омбудсмена Людмилы Денисовой, к апрелю 2022 года в Россию были принудительно вывезены более 121 000 детей, включая сирот и тех, у кого есть хотя бы один родитель.
Российская сторона заявляла, что к июню 2022 года из Украины в Россию были вывезены более 307 тысяч детей. В июле 2023 года Львова-Белова заявила, что Россия приняла около 4,8 млн жителей Украины и республик Донбасса, из которых 700 тысяч составляют дети. В этом же году власти РФ заявили, что на территории России находятся 1400 украинских «детей-сирот». Также было отмечено, что не менее 2000 детей прибыли в Россию без сопровождения взрослых. По данным Украины, к февралю 2023 года россияне вывезли из страны 16 221 ребёнка. В то же время российские СМИ в феврале 2023 года сообщали о прибытии в Россию 738 тысяч детей, но не уточняли, кто именно включён в это число.
На 30 мая 2023 года Украина идентифицировала 19 484 депортированных в Россию детей. В феврале 2023 года Николай Кулеба, ответственный за возвращение детей в рамках миссий фонда Save Ukraine, заявил в интервью «Радио Свобода», что с 2014 года более 1,5 млн украинских детей оказались на территории России и оккупированных ею регионах.

### Способы депортации

#### Институциональные учреждения
Детей часто депортировали в Россию из учреждений опеки, находившихся на оккупированных территориях. В основном это были дома-интернаты, но также попадали и дети, находившиеся в больницах. Нередко дети оказывались в больницах с ранениями, полученными в результате обстрелов, и из-за нехватки мест родителям не разрешали оставаться с ними. Некоторые дети на момент начала вторжения находились в санаториях в окрестностях Мариуполя. Их родители не смогли их эвакуировать, поскольку дороги к городу были отрезаны российскими войсками, и детей вывезли на территорию России.
В Россию также попадали беспризорные дети, потерявшие связь с родителями во время боевых действий или чьи родители были убиты. В таких случаях их отправляли через ДНР в Россию. Это происходило также, если дети теряли контакт с родителями и становились беспризорниками. Были зафиксированы случаи, когда детей забирали у родителей за отказ сотрудничать с оккупационными властями и вывозили в Россию.

#### Фильтрация
В оккупированных регионах и при «эвакуации» гражданских лиц в Россию российские власти проводили так называемую фильтрацию — допрос и проверку на лояльность к российскому режиму. Если украинские родители не проходили фильтрацию и отправлялись в фильтрационные лагеря, их детей депортировали в Россию. Там их размещали во временные пункты, обычно в переоборудованные детские лагеря, и записывали как «оставшихся без попечения родителей». После этого таких детей могли передавать на усыновление.

#### Оздоровительные лагеря
В Херсоне не осталось детей ни в одном детском доме. Они все вывезены были оккупантами. Нам неизвестна судьба этих детей. Также неизвестна судьба наших детей, которых вывезли из образовательных учреждений. Они поехали на левый берег Днепра как бы для оздоровления на период осенних каникул, но у родителей требовали дать детям на руки оригиналы свидетельств о рождении. И, по сути, это была депортация наших детей,
Часть детей была депортирована в Россию уже после оккупации региона, когда оккупационные власти активно убеждали родителей отправлять детей в российские летние лагеря под предлогом дать им отдохнуть от военных действий. Особенно активно это происходило в Херсоне, где родителям настойчиво предлагали отправить детей в Крым. Многие родители добровольно подписывали согласие на временное пребывание детей в лагерях на территории России. По состоянию на март 2023 года было известно, что около 6000 украинских детей посетили такие лагеря. При этом на многих родителей оказывалось давление со стороны оккупационных администраций.
Многие дети так и не были возвращены в свои семьи — организаторы лагерей отказывались отправлять их обратно в Украину, заявляя, что там слишком опасно и детям лучше остаться в России. В таких случаях родителям приходилось самостоятельно забирать своих детей. Однако это часто было крайне затруднительно или почти невозможно: дорога в Россию через Европу занимала не менее недели, включала прохождение фильтрации и обходилась в несколько тысяч евро, которых у многих семей не было. Помощь в возвращении детей оказывали волонтёры. По данным на 2023 год, было известно о нескольких сотнях детей, которые так и остались в России.

## Нахождение в России

### Размещение в лагерях
Изначально детей отправляли в приграничные регионы России, зачастую через территорию ДНР. Например, из Волновахи и Мариуполя в Ростовскую область было вывезено 267 детей-сирот. Их размещали в так называемых «транзитных зонах» — детских лагерях и санаториях. Оттуда детей отправляли дальше вглубь России: в интернаты, детские дома, реабилитационные центры или сразу в приёмные семьи.
Исследование Йельской школы общественного здравоохранения показало, что на территории России было организовано не менее 43 детских лагерей для депортированных украинских детей. Большинство из них — это существовавшие ранее летние лагеря в оккупированном Крыму и других регионах России. Часть лагерей расположена на побережье Чёрного моря, 7 — в оккупированном Крыму, а десять — вблизи Москвы, Казани и Екатеринбурга. Однако, по данным исследования, реальное число таких учреждений может быть значительно выше 43 . Самый удалённый лагерь, выявленный в исследовании, находится в Магаданской области на Дальнем Востоке России. Одним из основных пунктов временного размещения стал санаторий «Ромашка» в Ростовской области. По словам местных активистов, туда ещё в середине февраля привезли детей из ДНР и ЛНР, а позже — и из Мариуполя. Вернувшиеся в марте 2023 года дети рассказали, что в некоторых российских лагерях к ним применяли насилие, запугивали и держали в подвале.
В апреле 2024 года в совместном расследовании «Важных историй» и The Reckoning Project выяснилось, что детский омбудсмен Мария Львова-Белова и её сестра Софья Львова-Белова участвовали в принудительной депортации недееспособных людей. В частности, из оккупированной части Херсонской области, из Олешковского дома-интерната для людей с особенностями развития против их воли вывезли как минимум четырёх воспитанников. Их поместили в квартал «Новые берега», сделав их «визитной карточкой» проекта. Отмечалось, что на Украине у этих людей есть приёмные родители. Проект «Новые берега» был описан как «общественно-церковный», построенный на средства государственных грантов, региональных субсидий и пожертвований, включая поддержку «Сбербанка» и Романа Абрамовича.

### Усыновление и опека
После депортации в Россию детей-сирот и детей, которые на момент оккупации украинской территории находились в государственных учреждениях, их чаще всего сразу включали в списки на усыновление или под опеку. Официально россияне не могут усыновить ребёнка из ДНР, ЛНР, Херсонской или Запорожской области, так как возможно оформить только опеку. Однако уже 13 апреля 2022 года российский детский омбудсмен заявила на Всероссийском форуме «Жить и воспитываться в семье», что детей из ЛНР и ДНР, оставшихся без родителей, необходимо устроить в российские семьи. Российское законодательство официально запрещает усыновление детей из других государств. Поэтому 30 мая 2022 года Владимир Путин подписал указ об упрощённом предоставлении российского гражданства детям-сиротам из ДНР, ЛНР, а также с территории Украины. Поскольку несовершеннолетние не могут самостоятельно дать согласие на получение гражданства, за них это делали назначенные опекуны из детских домов, которые отправляли соответствующие заявления в миграционные службы.
Уже в апреле 2022 года 27 детей были распределены по разным семьям. В июне российские СМИ сообщали о 120 российских семьях, подавших заявки на усыновление сирот из Донбасса и Украины. К июлю 2022 года 108 детей в возрасте от 5 до 16 лет, вывезенных из сиротских учреждений Донецкой области на территорию России, были переданы в приёмные семьи в Москве, Московской, Воронежской, Калужской и Тульской областях, а также в Ямало-Ненецком автономном округе. Одна из семей в Московской области приняла под опеку сразу девять детей. К августу 2022 года 160 детей из ДНР были устроены в российские семьи, и около 130 из них получили российское гражданство. По данным на 2023 год, предоставленным Украинским региональным центром по правам человека, не менее 400 украинских сирот были усыновлены российскими семьями. Россия заявила, что ещё 1000 детей ожидают усыновления. Согласно расследованию «Важных историй», в семьи могло быть передано как минимум втрое больше детей. Например, согласно отчету о деятельности правительства только по Ростовской области за 2022 год, под предварительную опеку было передано 1184 ребёнка, которые прибыли «без законных представителей с территорий Донбасса и Украины». Остаётся неизвестным, все ли эти дети остались в российских семьях, так как временная опека назначается на срок от полугода до восьми месяцев. Если за это время опекун не оформит постоянную опеку, её действие прекращается. Возможно, в эту статистику включены дети, прибывшие в Россию с другими родственниками, в то время как их родители остались на оккупированных территориях. В таком случае, чтобы перевезти ребёнка через границу или оформить положенные выплаты, родственникам или директору детского учреждения нужно оформить над ним предварительную опеку.
Среди оформивших опеку над детьми есть лидер партии Справедливая Россия — За правду Сергей Миронов: его семья удочерила одну из девочек из Херсонского областного детского дома. Уполномоченная по правам ребёнка РФ Мария Львова-Белова также взяла в свою семью мальчика по имени Филипп, эвакуированного из Мариуполя. Впоследствии стало известно, что у Филиппа в Украине были официальные опекуны. В интервью российскому каналу «Царьград ТВ» Филипп заявил, что покинул Мариуполь в марте 2022 года. Однако, по словам его учительницы, его вывезли в Донецк сотрудники МЧС России в апреле, когда он пришел в супермаркет за гуманитарной помощью. Филипп также рассказал, что какое-то время жил в Донецке в больнице вместе с другими детьми из Мариуполя, которые, по его словам, тоже были сиротами.
Поиск кандидатов на роль приёмных родителей для депортированных детей ведётся Центром содействия семейному воспитанию РФ. Также создан реестр российских семей, готовых принять украинских детей. Позднее Мария Львова-Белова заявила, что в ДНР появится «республиканский банк данных» сирот, который упростит процесс поиска детей для приёмных родителей. Семьи, усыновившие детей из Украины, получают те же выплаты и льготы, что и российские граждане, например, единовременное пособие в размере 22 909 рублей. Однако в большинстве регионов России регулярные ежемесячные выплаты усыновителям не предусмотрены. Предполагается, что детей, привезённых из зон конфликта, стараются как можно быстрее передать в семьи, так как содержание сирот в семьях обходится государству дешевле, чем в детских домах. Для детей с ограниченными возможностями предусмотрены дополнительные выплаты.
Случаются и возвраты сирот обратно в детские дома, чаще всего из-за серьёзных проблем со здоровьем у ребёнка. Чтобы сократить число таких случаев, правительство РФ распорядилось проводить медицинское обследование (диспансеризацию) украинских детей.

### Русификация
Нас заставляли петь гимн России, держать русский флаг, поднимать его на флагшток, но мы этого не делали. Скидывали текст гимна и говорили: «Учите, завтра будете рассказывать». Но потом как-то забыли про это. В подвале держали. Говорили: «Вы за Украину, и вы не нужны!» Девочку одну держали четыре часа. Всех по-разному. Заставляли нас в коридорах убирать, потому что уборщицы не убирали. Постельного белья не было, только подушка и матрас какой-то грязный. Это не в подвалах, а в комнатах. Мы сами купили лампочку и вкрутили, чтобы свет хотя бы был. Розеток к комнате тоже не было. Я им говорил [о плохих условиях], а они мне: «Ты с Украины, спи, на чем хочешь» [...]
Российская сторона проводит активную политику русификации украинских детей, перемещённых на территорию России. В большинстве лагерей, где размещают детей, под видом интеграционных программ проводится систематическое переобучение. В рамках этого процесса детей обучают «российским идеям» в академической, культурной, патриотической и военной сферах. В некоторых случаях детей заставляли проходить военную подготовку. В рамках интеграционных программ дети также принимали участие в празднованиях, посвящённых Дню защитника Отечества, Дню памяти воинов-интернационалистов, Дню воинской славы, Дню Неизвестного солдата, а также писали письма поддержки российским военным.
Вскоре после начала полномасштабного вторжения, по указу Владимира Путина, Министерство просвещения выделило 52 млн рублей на создание Федерального центра развития программ социализации подростков (ФЦ РПСП). Эта инициатива Марии Львовой-Беловой была направлена на помощь «миллионам подростков безопасно пройти зону турбулентности» в условиях войны. Организация координирует работу со школьниками по всей России и на оккупированных территориях Украины. Федеральный координационный центр по обеспечению психологической службы в системе образования (ФКЦ), входящий в состав ФЦ РПСП, работает на базе Московского государственного психолого-педагогического университета (МГППУ). Он разрабатывает методические материалы для «перевоспитания» украинских детей, прибывших из зон боевых действий. Согласно этим материалам, педагоги должны прививать детям «духовно-нравственные ценности, исторические и национально-культурные традиции Российской Федерации» вплоть до выпускного класса. В результате у подростков должна сформироваться «российская идентичность». Для желающих усыновить детей из Украины были разработаны специальные курсы по идеологическому воспитанию, направленные на их русификацию. По словам Марии Львовой-Беловой, детей из Украины в России «успешно учат любить Россию»
В августе 2022 года Следственный комитет Российской Федерации привёз в свои кадетские корпуса десятки подростков из Донбасса для подготовки их к службе в качестве будущих российских следователей. Также планируется открытие профильных кадетских классов под патронатом Следственного комитета в оккупированных Луганске и Скадовске.

## Роль Беларуси
Беларусь также принимала участие в депортации украинских детей. По состоянию на ноябрь 2023 года установлено, что более 2400 детей в возрасте от шести до семнадцати лет были вывезены через территорию страны. Эти дети находились в 13 государственных учреждениях. Как минимум в восьми из них детей подвергали «переобучению», навязывая им культурные, исторические, социальные и патриотические доктрины, которые служат политическим интересам режимов Беларуси и России. В частности, детей с оккупированных территорий Украины водили на хоккейные матчи с участием Александра Лукашенко или на концерты провластных исполнителей. Одними из ключевых организаций, способствовавших вывозу украинских детей в Беларусь, стали фонд белорусского паралимпийца Алексея Талая, предприятие «Беларуськалий» и директор донецкой общественной организации для детей-инвалидов и их родителей «Дельфины» Ольга Волкова. По состоянию на 2024 год неизвестно, сколько из этих детей остаются на территории Беларуси.

## Возвращение в Украину
Часть депортированных детей удаётся вернуть в Украину. По состоянию на 2023 год в Украину вернули 371 депортированного ребёнка, а к началу 2024 года это число увеличилось до 517.
Помощь в возвращении детей оказывают как российские и украинские волонтёры, так и украинские организации, такие как Save Ukraine, в рамках программы Bring Kids Back UA.

## Санкции

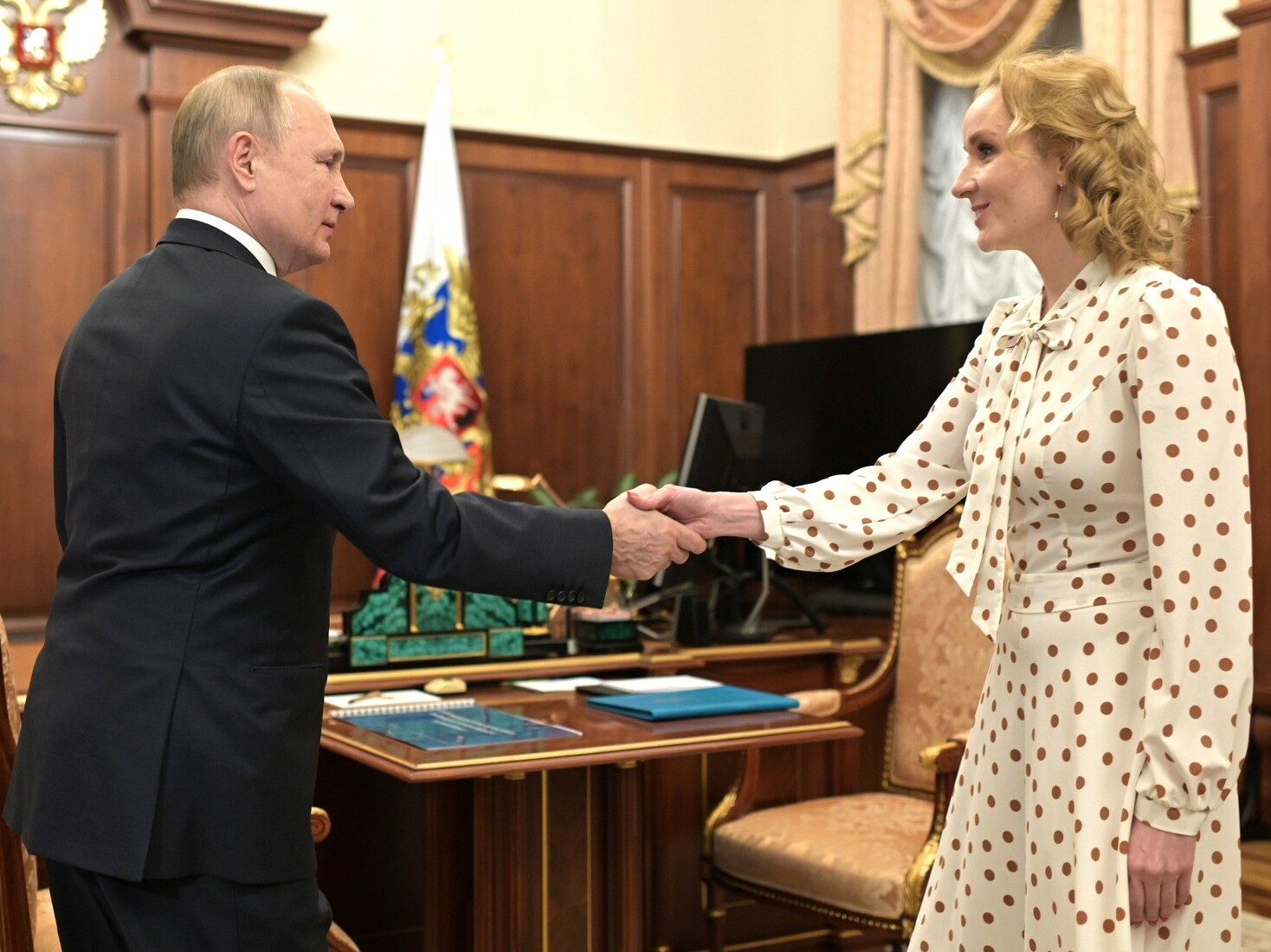
Встреча Владимира Путина и Марии Львовой-Беловой в марте 2022 года

Процесс перемещения и усыновления украинских детей курирует уполномоченная по правам ребёнка при президенте РФ Мария Львова-Белова, против которой были введены санкции странами Евросоюза, а также Великобританией, США, Японией и рядом других стран «за насильственное перемещение и усыновление украинских детей».
Львова-Белова была включена в санкционные списки одновременно с выдачей ордера на арест президента России Владимира Путина. 17 марта 2023 года Международный уголовный суд выдал международные ордера на арест президента России Владимира Путина и уполномоченной по правам ребёнка Марии Львовой-Беловой в связи с насильственной депортацией украинских детей, что было квалифицировано судом как военное преступление.
По данным Йельской школы медицины, по меньшей мере 12 ответственных российских чиновников до сих пор не включены в международные санкционные списки. В 2024 году жена президента Украины Елена Зеленская, выступая на заседании Парламентской ассамблеи Совета Европы (ПАСЕ), отметила, что Международный уголовный суд назвал лишь двух подозреваемых в похищении детей, хотя «на самом деле их тысячи, потому что это не случайное преступление, а целый специально созданный механизм», нацеленный на похищение украинских детей. В ноябре 2023 года власти Украины ввели новые санкции против лиц, причастных к депортации украинских детей с оккупированных территорий. Под санкции попали 100 человек и 37 юридических лиц из Беларуси и России, включая паралимпийца Алексея Талая. В июне 2024 года в 14-й пакет санкций ЕС в отношении России был включён Белорусский республиканский союз молодёжи (БРСМ), а также первый секретарь ЦК БРСМ Александр Лукьянов за участие в депортации украинских детей с оккупированных территорий Украины.

## Правовая оценка

### Россия
Российская сторона утверждает, что перемещение украинских детей на территорию России происходило из соображений безопасности и в соответствии с международными обязательствами РФ, поэтому подпадает под понятие гуманитарной эвакуации. Мария Львова-Белова также официально заявляет, что украинские дети находятся в РФ «под опекой и попечительством». В ноябре 2023 года она утверждала, что в случае обнаружения родственников или близких людей ребёнка его передают обратно в кровную семью. Таким образом, по её словам, дети, остающиеся в России, — это те, у которых нет родителей или опекунов.

### Украина
Украина рассматривает вывоз детей на территорию России как спланированные действия, направленные на геноцид украинского народа через детей. В июне 2022 года, на заседании Постоянного совета ОБСЕ в Вене, украинская делегация подняла вопрос о незаконной депортации в Россию около 230 тысяч украинских детей. Украина заявила, что эта депортация является грубым нарушением международного права, в частности Конвенции о предупреждении преступлений геноцида и наказании за него (1948) и Конвенции о правах ребёнка (1989).
Украинские правозащитники также отмечали, что масштабная депортация стала возможной в том числе потому, что украинские власти не успели своевременно организовать эвакуацию учреждений из-за внезапности нападения и блокирования безопасных путей выезда с оккупированных территорий.
В 2023 году Главное управление разведки Министерства обороны Украины запустило реестр российских и белорусских чиновников, причастных к депортации детей. По состоянию на август 2024 года в него входят 281 физическое лицо и 113 юридических лиц.

### Международное право
14 июня 2022 года региональный директор отделения ЮНИСЕФ по странам Европы и Центральной Азии Афшан Хан заявила, что вывезенные в Россию украинские дети после начала войны не должны усыновляться российскими семьями. В ООН подчеркнули, что все решения о судьбе ребёнка должны приниматься добровольно и только с согласия родителей.
С точки зрения международного права насильственная депортация несовершеннолетних в страну-агрессор считается преступлением против человечности, если она не соответствует нескольким критериям. Так, временная эвакуация ребёнка на территорию России может не являться преступлением, если она была необходима по срочным причинам, связанным с состоянием здоровья или необходимостью лечения. Однако преступлением считается не сам вывоз ребёнка на лечение, а его невозвращение по окончании лечения. Также допустима эвакуация детей в связи с интенсивными обстрелами, угрожающими их здоровью. Тем не менее, согласно статье 24 Женевской конвенции, воюющие стороны должны прилагать все усилия для эвакуации детей в нейтральную страну. В этом случае Россия должна была заполнить специальные карточки, содержащие информацию о каждом ребёнке, и отправить их в Центральное справочное агентство Международного комитета Красного Креста (МККК). Если не удаётся установить опекуна или родителей ребёнка, страна должна согласовывать с другой стороной поиск кровных родственников ребёнка. Если другая сторона не предоставляет данные об опекунах ребёнка, необходимо поставить в известность МККК и взаимодействовать с ним для эвакуации ребёнка — предпочтительно в нейтральную страну.
Расследование нарушений Россией международного гуманитарного права в отношении украинских детей, в частности Четвёртой женевской конвенции о защите гражданского населения во время войны, ведётся несколькими экспертными группами и международными организациями. Решение Международного уголовного суда о выдаче ордера на арест Владимира Путина и Марии Львовой-Беловой было основано на обвинениях в незаконной депортации или перемещении гражданского населения на оккупированную территорию, а также недобровольном перемещении детей, не оправданном соображениями безопасности или медицинскими показаниями. Дополнительные обвинения включают вывоз детей на длительный срок и отсутствие организованного процесса возвращения их к законным представителям. Кроме того, в соответствии с Женевской конвенцией, страна-оккупант обязана информировать страну-посредник или гуманитарную организацию, выполняющую эту роль, о перемещениях и эвакуации населения с оккупированной территории. Россия, однако, отказывалась предоставлять Украине информацию о вывезенных детях.
Отчет Восточной правозащитной группы (ВПГ) показал, что депортация является масштабной и продуманной политической кампанией со стороны России. Курировала депортацию Межведомственная координационная штаб-квартира по гуманитарному реагированию при Министерстве обороны РФ, играющая ключевую роль в реализации этой политики. В сентябре 2023 года посол США в ОБСЕ Майкл Карпентер заявил, что у США есть информация, что только в июле из Украины в Россию были вывезены тысячи детей. В июле 2023 года Комиссия ООН по расследованию событий на Украине заявила, что есть доказательства незаконной передачи сотен украинских детей в Россию. Международные организации также подчеркивали, что российские власти не прикладывают должных усилий для поиска родственников безнадзорных детей, депортированных в Россию. По данным самой Львовой-Беловой, к концу марта 2023 года со своими родственниками в Украине и других странах смогли воссоединиться лишь 16 таких детей.

### Вопрос о геноциде
Украинская сторона рассматривает депортацию украинских детей на территорию России как акт геноцида украинского народа. 8 марта 2022 года газета Le Monde опубликовала открытое письмо группы интеллектуалов и детских психиатров, в котором утверждалось, что «депортация украинских детей в РФ имеет признаки геноцида». В письме подчёркивалось, что «вынужденное перемещение несовершеннолетних в Россию является частью проекта Владимира Путина по искоренению украинской идентичности и нации».
«Спецоперация» Владимира Путина на самом деле является попыткой уничтожения Украины: отрицание прошлого этой страны — её культурных традиций — и её настоящего — её государственной легитимности — продолжается в проекте стирания её культуры и языка путем насильственной русификации депортированных детей.
В ноябре 2022 года в Париже состоялась конференция, посвящённая «незаконной депортации детей с Украины в ходе полномасштабной агрессии России». Писатель Джонатан Литтелл сравнил действия России с методами нацистской Германии, которая насильственно усыновляла десятки тысяч «арийских» детей из Польши. Украина настаивала на рассмотрении вопроса о депортации украинских детей на встрече G20. Согласно докладу, опубликованному в июле 2022 года Американским Институтом стратегии и политики New Lines и канадским Центром прав человека Рауля Валленберга, случаи вывоза сирот могут быть использованы как доказательства геноцида.
В марте 2023 года Следственная комиссия ООН назвала вывоз украинских детей на территорию России военным преступлением. Глава комиссии, норвежский судья Эрик Мёсе, на пресс-конференции сообщил, что комиссия детально изучила случаи 164 детей в возрасте от четырёх до 18 лет, вывезенных из Донецкой, Харьковской и Херсонской областей. Однако комиссия не нашла надёжных подтверждений, что Россия проводит в Украине политику геноцида в строго юридическом смысле.
В апреле 2023 года Парламентская ассамблея Совета Европы (ПАСЕ) признала незаконное обращение с украинскими детьми геноцидом. За принятие резолюции «Депортации и насильственные перемещения украинских детей и других гражданских лиц в Российскую Федерацию или на временно оккупированную территорию Украины: создание условий для их безопасного возвращения, прекращение этих преступлений и наказание виновных» проголосовали 87 депутатов из 89 присутствующих; один был против, ещё один воздержался. В резолюции ПАСЕ отмечалось, что навязывание детям российского гражданства нарушает их право на идентичность, способствует незаконному усыновлению украинских детей российскими семьями и соответствует международному определению геноцида.